# Die megageile Küken-Farm
Die megageile Küken-Farm ist ein deutscher Pornofilm von Nils Molitor aus dem Jahr 2002, der von Magmafilm produziert wurde.

## Inhalt
Die Handlung des Films setzt im Labor eines Professor Hirsel ein, der mittels Gentechnologie eine spezielle Form von „federlosen Hühnern“ gezüchtet hat. Dabei handelt es sich um junge Frauen, die aus einer Folie „schlüpfen“ und sexuelle Handlungen vornehmen. Als eine Veterinärmedizinerin den Praktiken des Professors auf die Spur kommt, verspricht diese Stillschweigen zu bewahren, wenn sie mit einem Hahn Sex haben darf. Der Film hat sechs Szenen.

## Produktion und Veröffentlichung
Die megageile Küken-Farm wurde 2002 auf einer Fischfarm in Brandenburg gedreht. Für den Dreh wurden die Becken mit Stroh ausgelegt. Das Drehbuch stammt aus der Feder von Pornoproduzent Klaus Goldberg. Für die Maske und die Frisuren war die ehemalige Pornodarstellerin Isabel Golden zuständig. Der Film wurde in Deutschland im März 2002 auf Video veröffentlicht und hat keine Jugendfreigabe. Die verwendete Musik ist GEMA-frei.
Während des Drehs von Die megageile Küken-Farm wurden zusätzliche, nicht mit dem Film in Zusammenhang stehende Szenen aufgenommen. Mindestens eine davon wurde für den Episodenporno Achtzehneinhalb 18 verwendet, und zwar die Szene, die wegen ihres dadaistischen Dialogs („Warum liegt hier überhaupt Stroh?“ – „Und warum hast du ’ne Maske auf?“) im deutschsprachigen Raum zum Meme wurde.

## Rezeption
In einem Vice-Artikel von 2018 wird der Film als „einer der erfolgreichsten Porno-Filme der deutschen Geschichte“ bezeichnet. Der Plot sei „selbst für Porno-Standards bizarr“. Das von der Süddeutschen Zeitung betriebene Onlinemagazin Jetzt bescheinigte  2007 der Darstellerin Tyra Misoux, sie sei „eine der erfolgreichsten deutschen Pornodarstellerinnen“ und „vor allem durch den Film ‚Die megageile Kükenfarm‘“ bekanntgeworden.